# Club Atlético Ibarra
El Club Atlético Ibarra antes conocido como Club Atlético Tulcán es un equipo de fútbol profesional de la ciudad de Ibarra, Ecuador. Fue fundado el 7 de octubre de 2013 y es una franquicia del Club Atlético River Plate de Argentina. Se desempeña en la Segunda Categoría de Ecuador.
Está afiliado a la Asociación de Fútbol Profesional de Imbabura.

## Historia
El Club Atlético Tulcán es un equipo de fútbol profesional de Tulcán, Ecuador. Fundado el 7 de octubre de 2013, filial del Club Atlético River Plate de Argentina, este nuevo club también Especializado Formativo, por lo que uno de sus objetivos es fortalecer las divisiones formativas para buscar nuevo talento carchense. 
En su corta historia, la denominación del equipo nace por las siglas del Club Atlético River Plate. Es decir que lo único que cambia es el nombre de Tulcán, el logo, los colores y la bandera son casi idénticos al cuadro argentino, ya que el equipo es parte de la franquicia de River Plate.
El equipo hace historia al ser uno de los 5 primeros equipos que participan de manera profesional en un torneo avalado por la FEF. Formando parte de la naciente Asociación de Fútbol Profesional del Carchi y por ende pasa ser uno de sus clubes afiliados, y así otro de sus importantes logros es haber sido el primer campeón de un torneo profesional en Carchi, también consigue su primer título profesional y representa a su provincia en el torneo 2014 para la etapa Zonal rumbo al ascenso a la Serie B.

## Estadio
El club no posee estadio propio pero ejerce localía en el Estadio Olímpico de Ibarra, al igual que sus rivales locales Imbabura Sporting Club y Deportivo Ibarra.

## Palmarés

### Torneos provinciales
| Competición                      | Títulos           | Subcampeonatos |
| -------------------------------- | ----------------- | -------------- |
| Segunda Categoría del Carchi (3) | 2014, 2015, 2016. |                |

| Competición                       | Títulos | Subcampeonatos |
| --------------------------------- | ------- | -------------- |
| Segunda Categoría de Imbabura (1) | 2017.   |                |